# Walk (Stadt)

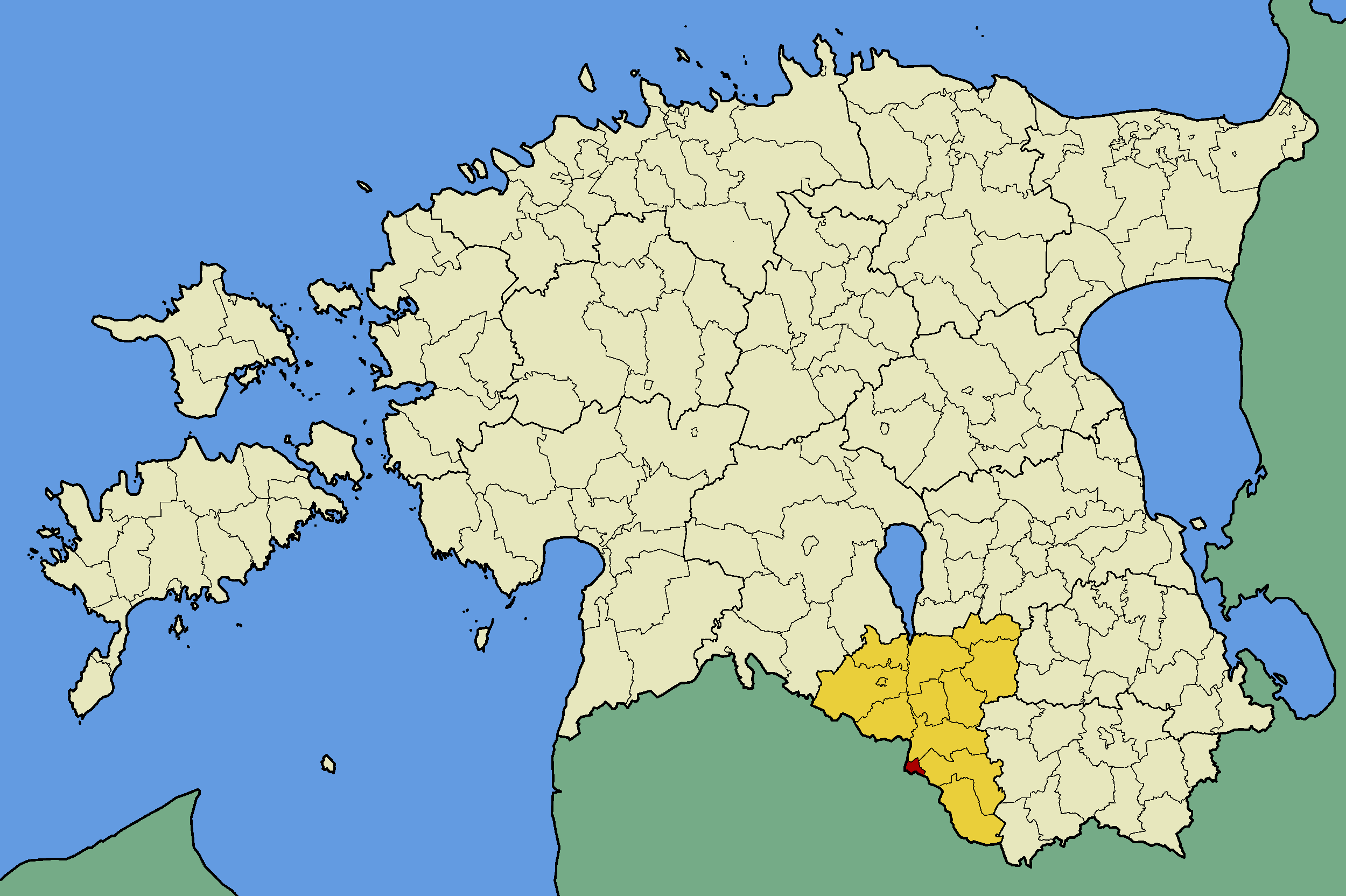
Lage von Valga in Estland.

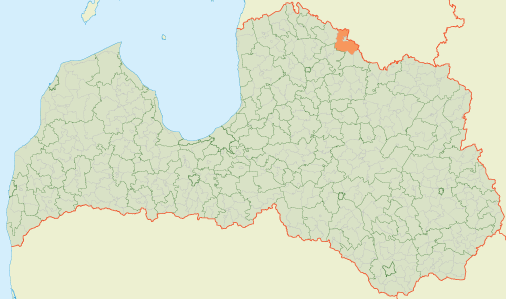
Lage von Valka in Lettland

Walk ist die bis 1920 verwendete deutsche Bezeichnung einer Stadt in der historischen Landschaft Livland im Baltikum. Heute verläuft die Staatsgrenze zwischen Estland und Lettland durch das Stadtgebiet. Der estnische Teil heißt Valga, der kleinere lettische Valka.

## Geschichte

### Vorzeit

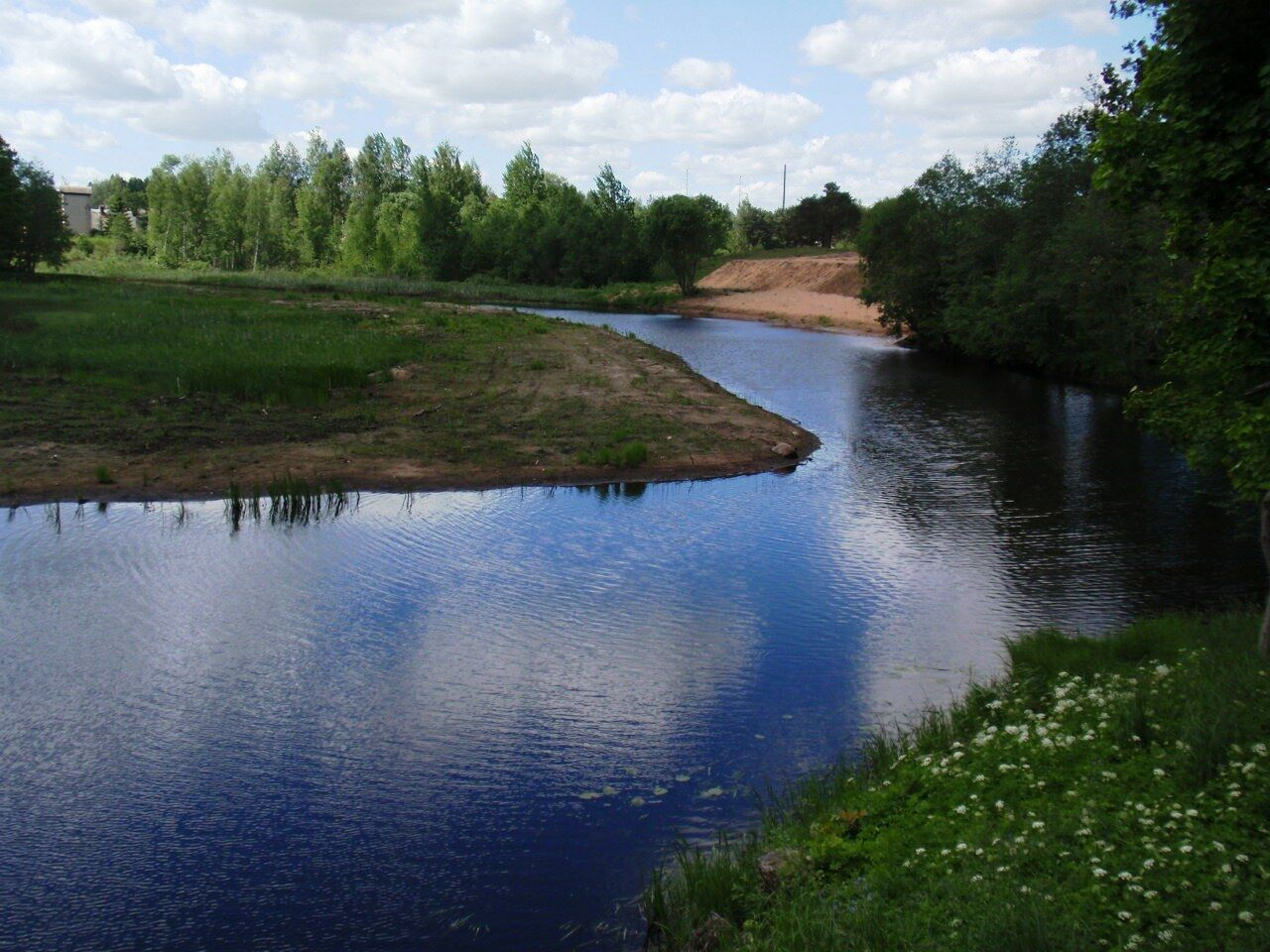
Fluss Pedele bzw. Pedeli

In vorgeschichtlicher Zeit wurden hier Handelswaren vom Fluss Gauja zum Fluss Pedele umgeschlagen. Von der Pedele kann man den Embach und damit den Wirzsee erreichen. In historischer Zeit war die Gauja Siedlungsgrenze zwischen lettgallischen und finno-ugrischen Stämmen.

### Livländische Konföderation
1286 wurde der heutige Ort (als Pedele) im Schuldenregister der Stadt Riga erstmals schriftlich erwähnt. Durch die Lage an der Straße nach Dorpat entwickelte sich die Ortschaft Walk.
Die Livländische Konföderation war in die kirchlichen Gebiete der Bischöfe und die Komtureien des Livländischen Ordens geteilt. Aus dieser Gliederung entstehende Rechtsstreitigkeiten wurden ab 1419 auf dem jährlichen Landtag in Walk geschlichtet.

### Polen-Litauen und Schweden
Mit Abschluss der Union von Wilna 1561 wurde Walk dem Herzogtum Livland Polen-Litauens zugesprochen und erhielt 1584 Stadtrechte. Im  Polnisch-Schwedischen Krieg wurde die Stadt 1627 schwedisch. Allerdings waren durch die Kriegshandlungen nur noch wenige Einwohner am Leben. Die Zeit bis zur Eingliederung ins Russische Kaiserreich 1721 brachte wirtschaftlichen Aufschwung, aber auch schwere Verheerungen, besonders im Großen Nordischen Krieg, mit sich.

### Russisches Kaiserreich

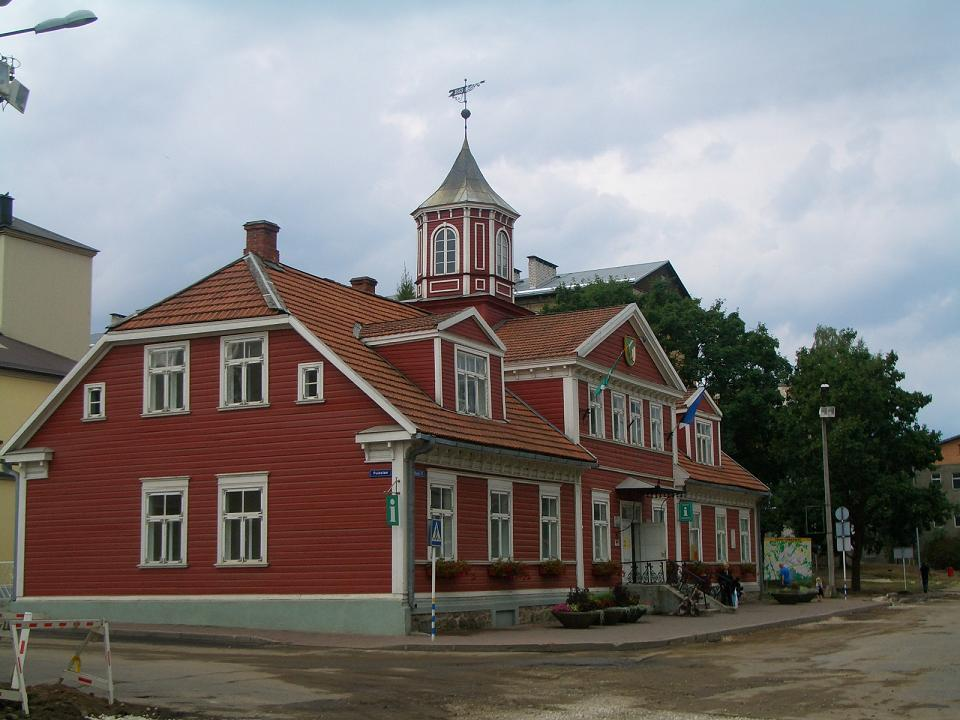
Rathaus von Walk (erbaut 1865)

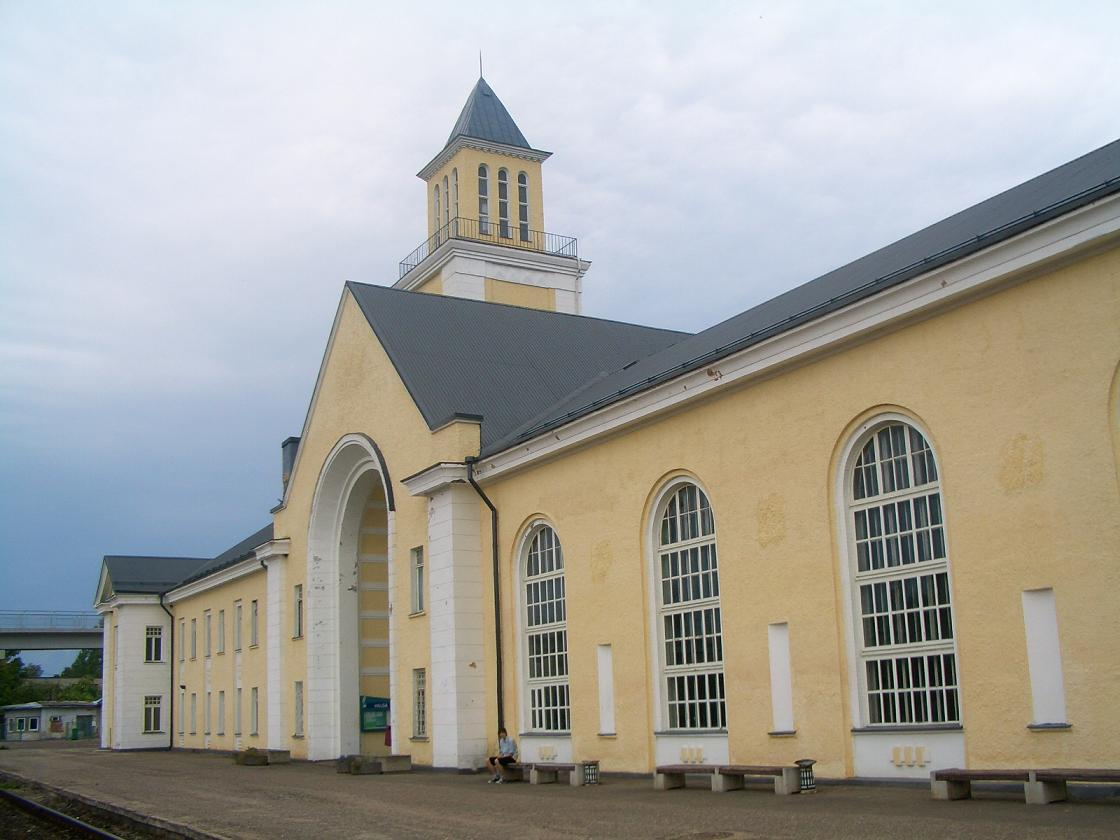
Bahnhof in Valga

Als Teil des Gouvernement Livland wurde Walk 1783 Kreisstadt (Kreis Walk). Es siedelten sich nun vermehrt Letten in der Stadt an. Die friedlichen Zeiten brachten wirtschaftlichen Aufschwung mit sich. Nach 1886 war der Bahnhof Walk ein Eisenbahn-Knotenpunkt, an dem die  Strecke Riga–Pskow nach Dorpat abzweigte. Ab 1896 kam eine Schmalspurstrecke nach Pernau hinzu.
Die Stadt bekam neben der wirtschaftlichen auch eine nationale Bedeutung. Hier befand sich das von Jānis Cimze gegründete Lehrerseminar (Ritterschaftliches Parochiallehrer-Seminar zu Livland). 1901 wurde erstmals ein Este Bürgermeister, als die deutsch-baltische Fraktion durch ein Bündnis der Letten und Esten in den Wahlen unterlag. Walk war ein Zentrum der Revolution 1905.

### Geburtsstadt Lettlands
Nach der Februarrevolution 1917 in Russland fand in Walk der Gründungskongress des lettischen Bauernverbands statt. Am 30. November 1917 nach der Oktoberrevolution in Russland erklärte ein in Walk tagender Vorläufiger Nationaler Rat Lettlands die Unabhängigkeit Lettlands. Allerdings befand sich der Großteil des Staatsgebiets unter deutscher Kontrolle und am 12. Februar 1918 wurde auch Walk vom deutschen Heer besetzt.
Nach dem Ende des Ersten Weltkrieges beschloss der hier tagende Lettische Bauernverband am 15. November die Gründung der Republik Lettland, deren Ausrufung am 18. November 1918 in Riga erfolgte. Nach dem Einmarsch der Bolschewiki entlang der Bahnlinie, betrat Pēteris Stučka einen Monat später bei Walk lettisches Territorium und rief seinerseits die Lettische Sozialistische Räterepublik (17. Dezember 1918) aus.

### Estnischer Unabhängigkeitskrieg
Nach der Schlacht von Paju eroberte die Armee Estlands am  31. Januar 1919 Walk und den Bahnhof. Damit war diese wichtige Nachschublinie der Bolschewiki unterbrochen. In Massengräbern um die Stadt wurden 107 erschossene Opfer des Terrors gefunden.
Bis Juli 1919 hatte die Armee Estlands ganz Nordlettland unter Kontrolle.

### Aufteilung
1897 lebten in der Stadt 4453 Letten und 3594 Esten. Die Stadt Walk wurde 1919 von beiden Nationen beansprucht. Der Streit drohte nach einem estnischen Ultimatum vom 24. Dezember 1919 zu einem bewaffneten Konflikt zu eskalieren. Eine vom britischen Oberst Stephen Tallents geführte Kommission fällte schließlich am 1. Juli 1920 einen Schiedsspruch, wonach Walk zwischen beiden Staaten geteilt wurde. Dabei erhielt Estland den Löwenanteil des bebauten Gebiets mit dem Stadtzentrum und dem Bahnhof, während lediglich ein Stadtteil mit 80 Holzhäusern im Westen der Stadt zu Lettland kam. Nach einem estnisch-lettischen Übereinkommen siedelten daraufhin 2500 Letten vom estnischen Teil in den lettischen über. (Siehe Artikel: Valga und Valka).

### 1945 bis 2007
Während der Zugehörigkeit Lettlands und Estlands zur Sowjetunion spielte die Teilung keine Rolle, es handelte sich faktisch um eine Stadt mit gemischtsprachiger Bevölkerung. Seit dem Zerfall der Sowjetunion und der Wiedererlangung der Unabhängigkeit der Baltischen Staaten bestand wieder eine Staatsgrenze zwischen den westlichen und den östlichen Stadtteilen mit drei Grenzübergangsstellen und Zollkontrollen. Die Kontrollstellen wurden aber mit dem Beitritt zum Schengener Abkommen 2007 wieder aufgehoben.

## Bevölkerungsentwicklung
Durch den Bau von Eisenbahnlinien Ende der 1880er Jahre kam es zum Zuzug von Arbeitskräften. Infolgedessen kam es zu großen Veränderungen in Bezug auf die Zahl und Zusammensetzung der Bevölkerung von Walk.
- 1819 - 451
- 1850 - 1653
- 1863 - 2617
- 1881 - 4200
- 1897 - 10.922
- 1915 - 35.000

## Persönlichkeiten
- Gerhardt Wilhelm von Reutern (1794–1865), deutschbaltischer Offizier und Maler
- Woldemar von Glasenapp (1812–1895), deutschbaltischer Offizier, Vizeadmiral der kaiserlich russischen Flotte und Gouverneur von Archangelsk
- Karl-Georg Emil Heubel (1838–1912), deutsch-baltischer Pharmakologe und Hochschullehrer an der St.-Wladimir-Universität Kiew
- Gustav von Hirschheydt (1853–1934), deutsch-baltischer Dichter und Jurist
- Alfred Neuland (1895–1966), Gewichtheber
- Alfons Rebane (1908–1976), Offizier der estnischen Armee, welcher später der Waffen-SS beitrat